# UFC 169: Barao vs. Faber II
L'UFC 169: Barao vs. Faber II est un évènement de mixed martial arts produit par l'Ultimate Fighting Championship. Il a eu lieu le 1er février 2014 au Prudential Center de Newark, New Jersey et met en vedette deux combats pour le titre entre Renan Barão et Urijah Faber (poids coqs) puis entre José Aldo et Ricardo Lamas (poids plumes).

## Enjeux
Le combat principal est un combat de championnat dans la catégorie des poids coqs. Barão vient de voir son titre intérimaire (défendus à deux reprises) transformé en titre officiel à la suite de la blessure prolongée de l’ancien champion Dominick Cruz. Faber est sur une belle série de 4 victoires, ce combat est un combat revanche car Barão est le dernier homme à l'avoir battu. Les deux combattants sont respectivement classés Champion et 1er dans le classement officiel poids coqs de l'UFC.
Le combat co-principal entre José Aldo et Ricardo Lamas est également un combat de championnat, cette fois-ci dans la catégorie poids plumes. Aldo est invaincus depuis 8 ans et est considéré comme l'un des meilleurs combattants du monde, actuellement classé 2e dans le classement toutes catégories confondues. Lamas est sur une belle série de 4 victoires et est actuellement classé 2e dans le classement officiel des poids plumes de l'UFC.

## Carte des combats
| Catégorie                                         | Vainqueur        | Adversaire     | Méthode                                 | Round | Temps | Notes                                   |
| ------------------------------------------------- | ---------------- | -------------- | --------------------------------------- | ----- | ----- | --------------------------------------- |
| Programme principal                               |                  |                |                                         |       |       |                                         |
| Poids coqs                                        | Renan Barão (c)  | Urijah Faber   | TKO (Coups de poing)                    | 1     | 3:42  | Combat pour le titre poids coqs.        |
| Poids plumes                                      | José Aldo (c)    | Ricardo Lamas  | Décision unanime (49-46, 49-46, 49-46)  | 5     | 5:00  | Combat pour le titre poids plumes.      |
| Poids lourds                                      | Alistair Overeem | Frank Mir      | Décision unanime (30-27, 30-27, 30-27)  | 3     | 5:00  |                                         |
| Poids mouches                                     | Ali Bautinov     | John Lineker   | Décision unanime (29-28, 29-28, 29-28)  | 3     | 5:00  |                                         |
| Poids légers                                      | Abel Trujillo    | Jamie Varner   | KO (Coups de poing)                     | 2     | 2:32  | Combat de la soirée et KO de la soirée. |
| Programme préliminaire (diffusé sur Fox Sports 1) |                  |                |                                         |       |       |                                         |
| Poids légers                                      | Alan Patrick     | John Makdessi  | Décision unanime (29-28, 29-28, 30-27)  | 3     | 5:00  |                                         |
| Poids mouches                                     | Chris Cariaso    | Danny Martinez | Décision unanime (29-28, 29-28, 29-28)  | 3     | 5:00  |                                         |
| Poids plumes                                      | Nick Catone      | Tom Watson     | Décision partagée (29-28, 28-29, 30-27) | 3     | 5:00  |                                         |
| Poids légers                                      | Al Iaquinta      | Kevin lee      | Décision unanime (29-28, 29-28, 28-27)  | 3     | 5:00  |                                         |
| Programme préliminaire (diffusé en ligne)         |                  |                |                                         |       |       |                                         |
| Poids moyens                                      | Clint Hester     | Andy Enz       | Décision unanime (30-27, 30-27, 30-26)  | 3     | 5:00  |                                         |
| Poids légers                                      | Rashid Magomedov | Tony Martin    | Décision unanime (29-28, 29-28, 29-28)  | 3     | 5:00  |                                         |
| Poids mi-moyens                                   | Neil Magny       | Gasan Umalatov | Décision unanime (29-28, 30-27, 30-27)  | 3     | 5 :00 |                                         |